# Patrick Modeste
Patrick Modeste (30 settembre 1976) è un calciatore grenadino, difensore del QPR.

## Carriera

### Club
Nel 2004 firma un contratto con il QPR, squadra della massima serie grenadina.

### Nazionale
Ha debuttato in Nazionale nel 1996. Ha partecipato, con la maglia della Nazionale, alla CONCACACAF Gold Cup 2009 e alla CONCACAF Gold Cup 2011. Ha giocato con la Nazionale fino al 2015.